# Jan Pijáček
Jan Pijáček (* 11. července 1958 Ostrožská Nová Ves) je český politik, v letech 2008 až 2020 zastupitel Zlínského kraje (v letech 2016 až 2020 také radní kraje), v letech 1998 až 2017 starosta obce Vlčnov na Uherskohradišťsku, člen ODS.

## Život
Pochází z Ostrožské Nové Vsi, jeho otec byl politický vězeň (doloval uran v Jáchymově).
Působil jako 1. místopředseda Sdružení místních samospráv ČR, v listopadu 2011 se stal členem kulturní sekce České komise pro UNESCO. V roce 2004 od České rady dětí a mládeže obdržel cenu Přístav za podporu práce s dětmi a mládeží.
Jan Pijáček je ženatý a má tři děti.

## Politické působení
Od roku 1991 je členem ODS, v níž působí i jako člen regionální a oblastní rady.
Do politiky vstoupil, když byl v komunálních volbách v roce 1990 zvolen do Zastupitelstva obce Vlčnov na Uherskohradišťsku. Mandát zastupitele obce pak za ODS obhájil v komunálních volbách v roce 1994, 1998, 2002, 2006, 2010 a 2014. V letech 1990 až 1998 navíc působil jako místostarosta obce a od roku 1998 byl starostou Vlčnova. V lednu 2017 však na post starosty obce rezignoval, dále působil jako radní obce. Ve volbách v roce 2018 byl opět zvolen zastupitelem, byl též potvrzen radním obce. Na konci listopadu 2019 ale rezignoval jak na funkci radního obce, tak i zastupitele obce.
V krajských volbách v roce 2000 a v roce 2004 se pokoušel dostat za ODS do Zastupitelstva Zlínského kraje, ale ani jednou neuspěl. Podařilo se mu to až v krajských volbách v roce 2008. Mandát krajského zastupitele obhájil v krajských volbách v roce 2012. Ve volbách v roce 2016 byl lídrem kandidátky ODS ve Zlínském kraji a podařilo se mu obhájit mandát krajského zastupitele. Dne 2. listopadu 2016 se stal radním kraje pro řízení dotačních programů, rozvoj venkova a cestovní ruch.
Čtyřikrát také neúspěšně kandidoval za ODS ve volbách do Poslanecké sněmovny PČR ve Zlínském kraji, a to v roce 2002, 2006, 2010 a 2013.
Ve volbách do Senátu PČR v roce 2014 kandidoval za ODS v obvodu č. 81 – Uherské Hradiště. Se ziskem 11,31 % hlasů skončil na 5. místě, a nepostoupil tak ani do kola druhého.
Na konci roku 2019 a v květnu 2020 hlasoval pro výstavbu nové krajské nemocnice ve Zlíně. Jeho domovská ODS jej následně vyzvala, aby „zvážil své setrvání v řadách ODS“ a rezignoval na mandát krajského zastupitele. Pijáček obojí odmítl, nicméně již dříve oznámil, že v dalších krajských volbách již kandidovat nebude. V listopadu 2020 tak po volbách skončil i v pozici radního kraje.